# R. Tee
Kim Jung-gu (tiếng Hàn: 김중구, sinh ngày 10 tháng 2 năm 1990), còn được biết đến với nghệ danh R. Tee (tiếng Hàn: 알티), là một nhà sản xuất nhạc, nhạc sĩ và DJ người Hàn Quốc đã ký hợp đồng với The Black Label. R. Tee đã sản xuất các bài hát cho các nghệ sĩ bao gồm Big Bang, Blackpink, IKON và Winner.

## Sáng tác và sản xuất
Các khoản tín dụng được điều chỉnh từ cơ sở dữ liệu của Hiệp hội Bản quyền Âm nhạc Hàn Quốc. ID tìm kiếm của R. Tee là 10000790.
| Năm  | Nghệ sĩ            | Bài hát                         | Album                       | Lời       | Lời                          | Nhạc      | Nhạc                                                            | Cải biên  | Cải biên                 |
| Năm  | Nghệ sĩ            | Bài hát                         | Album                       | Công nhận | Với                          | Công nhận | Với                                                             | Công nhận | Với                      |
| ---- | ------------------ | ------------------------------- | --------------------------- | --------- | ---------------------------- | --------- | --------------------------------------------------------------- | --------- | ------------------------ |
| 2014 | Badkiz             | "Babomba"                       | non-album single            | No        | —                            | No        | —                                                               | Yes       | Uppercut                 |
| 2014 | C-Clown            | "Justice" (암행어사)            | Let's Love                  | No        | —                            | Yes       | Shinsadong Tiger, Bum&Nang                                      | No        | —                        |
| 2014 | R. Tee             | "We Got the World" (feat. Hani) | non-album single            | Yes       | Kool Cat                     | Yes       | —                                                               | Yes       | —                        |
| 2015 | Seo In-young       | "High Heeled" (feat. Dok2)      | SIY                         | No        | —                            | Yes       | The Platonix01                                                  | No        | —                        |
| 2015 | YB                 | "20 Years" (스무살)             | non-album single            | No        | —                            | Yes       | Yoon Do-hyun                                                    | No        | —                        |
| 2016 | Nada, Jeon So-yeon | "Scary" (무서워)                | Unpretty Rapstar 3          | No        | —                            | Yes       | Kush                                                            | Yes       | Kush                     |
| 2016 | MOBB               | "Hit Me" (feat. Kush)           | The MOBB                    | No        | —                            | No        | —                                                               | Yes       | Teddy, Kush, Choice37    |
| 2016 | Blackpink          | "Playing With Fire"             | Square Two                  | No        | —                            | Yes       | Teddy                                                           | Yes       | —                        |
| 2016 | Big Bang           | "Fxxk It"                       | Made                        | No        | —                            | Yes       | Teddy, G-Dragon                                                 | Yes       | Teddy                    |
| 2017 | Taeyang            | "Wake Me Up"                    | White Night                 | No        | —                            | Yes       | Joe Rhee, Kush                                                  | Yes       | Kush                     |
| 2017 | Mix Nine           | "Just Dance"                    | Mix Nine Part 1             | No        | —                            | Yes       | Joe Rhee, Teddy, Kush                                           | No        | —                        |
| 2017 | Yoon Do-hyun       | "Trip"                          | non-album single            | No        | —                            | Yes       | Yoon Do-hyun, Heo Jun, Chewsup                                  | No        | —                        |
| 2018 | Taeyang            | "Louder"                        | Louder                      | No        | —                            | Yes       | Taeyang, Seo Won Jin, 24, Joe Rhee, Teddy                       | Yes       | Seo Won Jin, 24          |
| 2018 | Blackpink          | "Ddu-Du Ddu-Du"                 | Square Up                   | No        | —                            | Yes       | 24, Teddy, Bekuh Boom                                           | Yes       | 24, Teddy                |
| 2018 | Blackpink          | "Forever Young"                 | Square Up                   | No        | —                            | No        | —                                                               | Yes       | 24, Teddy, Future Bounce |
| 2018 | Blackpink          | "See U Later"                   | Square Up                   | No        | —                            | Yes       | 24, Teddy                                                       | Yes       | 24                       |
| 2018 | Seungri            | "Alone" (혼자 있는법)           | The Great Seungri           | No        | —                            | Yes       | Seungri, 8!, Brian Lee                                          | Yes       | —                        |
| 2018 | Seungri            | "Good Luck to You"              | The Great Seungri           | No        | —                            | Yes       | Seungri, Seo Won Jin, 24                                        | Yes       | Seo Won Jin, 24          |
| 2018 | iKon               | "Killing Me"                    | New Kids: Continue          | No        | —                            | Yes       | B.I, Joe Rhee                                                   | Yes       | Joe Rhee                 |
| 2018 | iKon               | "Adore You"                     | New Kids: The Final         | No        | —                            | No        | —                                                               | Yes       | Seo Won Jin              |
| 2019 | Anda, R. Tee       | "What You Waiting For"          | non-album single            | Yes       | 1105, Joe Rhee               | Yes       | 1105, Joe Rhee                                                  | Yes       | —                        |
| 2019 | Blackpink          | "Don't Know What to Do"         | Kill This Love              | No        | —                            | No        | —                                                               | Yes       | 24, Teddy                |
| 2019 | Blackpink          | "Kill This Love"                | Kill This Love              | No        | —                            | Yes       | 24, Teddy, Bekuh Boom                                           | Yes       | 24, Teddy                |
| 2019 | Imfact             | "The Light" (빛나)              | Only U                      | No        | —                            | Yes       | Kim Ji-seon, Cha Wang-un                                        | Yes       | —                        |
| 2019 | Jeon So-mi         | "Birthday"                      | Birthday                    | No        | —                            | No        | —                                                               | Yes       | 24                       |
| 2020 | Winner             | "Hold"                          | Remember                    | No        | —                            | Yes       | Mino                                                            | Yes       | —                        |
| 2020 | Jeon So-mi         | "What You Waiting For"          | non-album single            | No        | —                            | Yes       | 24, Jeon So-mi, Teddy                                           | Yes       | 24                       |
| 2020 | Treasure           | "Boy"                           | The First Step: Chapter One | No        | —                            | Yes       | Choice37, Hea, Se.A                                             | Yes       | —                        |
| 2020 | Treasure           | "I Love You"                    | The First Step: Chapter Two | Yes       | Yoshi, Choi Hyun-suk, Haruto | Yes       | —                                                               | Yes       | Yena                     |
| 2020 | Blackpink          | "How You Like That"             | The Album                   | No        | —                            | Yes       | 24, Teddy                                                       | Yes       | 24                       |
| 2020 | Blackpink          | "Pretty Savage"                 | The Album                   | No        | —                            | Yes       | Teddy, 24, Bekuh Boom                                           | Yes       | Teddy, 24                |
| 2020 | Blackpink          | "Lovesick Girls"                | The Album                   | No        | —                            | Yes       | Teddy, 24, Jennie, Jisoo, Brian Lee, Leah Haywood, David Guetta | Yes       | 24                       |
| 2020 | Blackpink          | "Crazy Over You"                | The Album                   | No        | —                            | Yes       | Teddy, Bekuh Boom, 24, Future Bounce                            | Yes       | 24, Future Bounce        |
| 2021 | Lisa               | "Money"                         | Lalisa                      | No        | —                            | Yes       | 24, Bekuh Boom, Vince                                           | Yes       | 24                       |
| 2022 | Blackpink          | "Pink Venom"                    | Born Pink                   | No        | —                            | Yes       | 24, Teddy, IDO                                                  | Yes       | 24, IDO                  |

## Chương trình
| Năm  | Tựa đề               | Vai trò      | Ghi chú     | Ref.  |
| ---- | -------------------- | ------------ | ----------- | ----- |
| 2015 | Headliner            | Thí sinh     |             | [ 7 ] |
| 2022 | Show Me the Money 11 | Nhà sản xuất | với Justhis | [ 8 ] |